# Lonar Bordes
Ne pas confondre avec Léonard Bordes (peintre).
Lonar Bordes ou Léonard Bordes est un fondeur de cloches ou maître saintier originaire de Montpellier, actif au milieu du XVIIe siècle dans cette région. Son patronyme se retrouve associé à un certain Roux à la fin du XVIIe et début du XVIIIe siècle (peut-être ses descendants dont certains semblent reprendre le métier).

## Œuvres
Plusieurs de ses cloches sont conservées inscrites ou classées au titre des " objets des Monuments Historiques " :
- 1646 : Ferrières-les-Verreries (Hérault), dans l'église romane Saint-Jean-de-Ferrières du XIe siècle[1] ;
- 1651 : Junas (Gard), dans le beffroi communal édifié en 1772[réf. nécessaire] ;
- 1651 : Saint-Bauzille-de-Montmel (Hérault), dans l'église d'architecture romane de Saint-Bauzille[2] ;
- 1653 : Saint-Michel (Hérault), dans l'église Saint-Michel du XVIIe siècle[3] ;
- 1664 : Castries (Hérault), dans l'église paroissiale à l'architecture néo-gothique du XIXe siècle[4] ;
- 1664 : La Pérusse (Alpes-de-Haute-Provence), située à la mairie de Thoard[5] et provenant probablement de l'ancienne église paroissiale de La Pérusse.

D'autres œuvres sont attestées par des documents d'archives.
On notera  la présence d'un important mortier ou creuset en bronze à motifs  renaissance tardive, inspiré de l'antiquité avec des caryatides et atlantes en alternance datant de 1636, au sein d'une collection privée gardoise. D'autres mortiers  lui sont connus, notamment  au sein d'anciennes pharmacies des Etats de Languedoc comme à Viviers  ou encore  au musée Pierre de Luxembourg à Villeneuve Lez Avignon.  En 1711, la commande d'une cloche est effectuée pour l'église de Juvignac (Hérault), cette dernière disparaît après la révolution.comme nombre de cloches à cette époque.